# Planète circumtriple
Une planète circumptriple est une planète supposée en orbite autour de trois étoiles à la fois. 
En observant le système stellaire GW Orionis (en), un énorme disque de gaz et de poussière situé à environ 1 300 années-lumière de la Terre, des scientifiques soupçonnent qu'il y a une planète circumtriple en orbite autour des trois étoiles. En effet, un vide dans le large nuage de gaz les a mené à l'hypothèse d'une planète à cet endroit. La planète n'a donc pas directement été observée mais son influence permettrait également d'expliquer les perturbations gravitationnelles observées au sein du système stellaire. Si elle est confirmée, ce serait la première détection d'une planète circumtriple.
En utilisant des modélisations informatiques, des scientifiques avancent qu'une planète de la taille de Jupiter serait susceptible d'expliquer les anneaux et le comportement étrange du système. Si une planète y existe, ce serait toutefois une phénomène extrêmement rare dans l'Univers. Cela permettrait de faire progresser note compréhension de la formation planétaire.

## Fiction
Un exemple de planète circumtriple figure dans la trilogie du Problème à trois corps. Dans la série, la planète Trisolaris orbite autour d'un système à trois étoiles, et la nature chaotique du système pousse les espèces indigènes de la planète à chercher refuge sur Terre, dont le système à une étoile est comparativement plus « stable ».